# Малоинвазивный металлосинтез пластиной
Малоинвазивный металлосинтез пластиной — методика остеосинтеза, при которой производится ручное сопоставление отломков и фиксация их через минимально возможные разрезы металлической (обычно титановой) пластиной с угловой стабильностью специальными винтами, которые, вместе с пластиной, составляют единую систему.